# 科德塞达
科德塞达是葡萄牙布拉加区的一个堂区。总面积3.75平方公里，总人口212人，人口密度56.5人/平方公里。